# Succineoidea
Succineoidea is een superfamilie van weekdieren uit de klasse van de Gastropoda (slakken).

## Familie
- Succineidae Beck, 1837